# Чемпионат Европы по волейболу среди девушек 2003
5-й Чемпионат Европы по волейболу среди девушек (финальный турнир) проходил с 22 по 27 апреля 2003 года в Загребе (Хорватия) с участием 8 сборных команд, составленных из игроков не старше 18 лет. Чемпионский титул выиграла юниорская сборная Хорватии.

## Команды-участницы
Хорватия — команда страны-организатора;
Италия — по итогам чемпионата Европы среди девушек 2001;
Беларусь, Венгрия, Германия, Польша, Россия, Сербия и Черногория — по результатам квалификации.

## Квалификация
Квалификация (отборочный турнир) чемпионата прошла с 7 по 12 января 2003 года с участием 25 команд. Были разыграны 6 путёвок в финальный турнир европейского первенства. От квалификации освобождены Хорватия (команда страны-организатора) и Италия (по итогам предыдущего чемпионата Европы). 
Отборочный турнир включал один групповой этап. В финальную стадию чемпионата Европы вышли победители групп.
| Место | Группа A ( Бардеёв) | Группа B ( Рига) | Группа C ( Яница) |
| ----- | ------------------- | ---------------- | ----------------- |
| 1     | Польша              | Беларусь         | Германия          |
| 2     | Бельгия             | Словения         | Нидерланды        |
| 3     | Словакия            | Латвия           | Греция            |
| 4     | Дания               | Финляндия        | Португалия        |

| Место | Группа D ( Москва) | Группа E ( Кордова) | Группа F ( Либерец) |
| ----- | ------------------ | ------------------- | ------------------- |
| 1     | Россия             | Венгрия             | Сербия и Черногория |
| 2     | Турция             | Испания             | Чехия               |
| 3     | Румыния            | Франция             | Украина             |
| 4     | Эстония            | Австрия             | Швейцария           |
| 5     |                    |                     | Болгария            |

## Система розыгрыша
Соревнования состояли из предварительного этапа и плей-офф. На предварительной стадии 8 команд-участниц были разбиты на 2 группы, в которых играли в один круг. По две лучшие команды из групп вышли в полуфинал плей-офф и далее по системе с выбыванием определили призёров чемпионата. Итоговые 5—8-е места по такой же системе разыграли команды, занявшие в группах предварительного этапа 3—4-е места.

## Игровая арена
Загреб
- Матчи чемпионата прошли во Дворце спорта «Зриньевац» (Športska dvorana Zrinjevac). Вместимость — 1160 зрителей. Открыт в 1973 году.

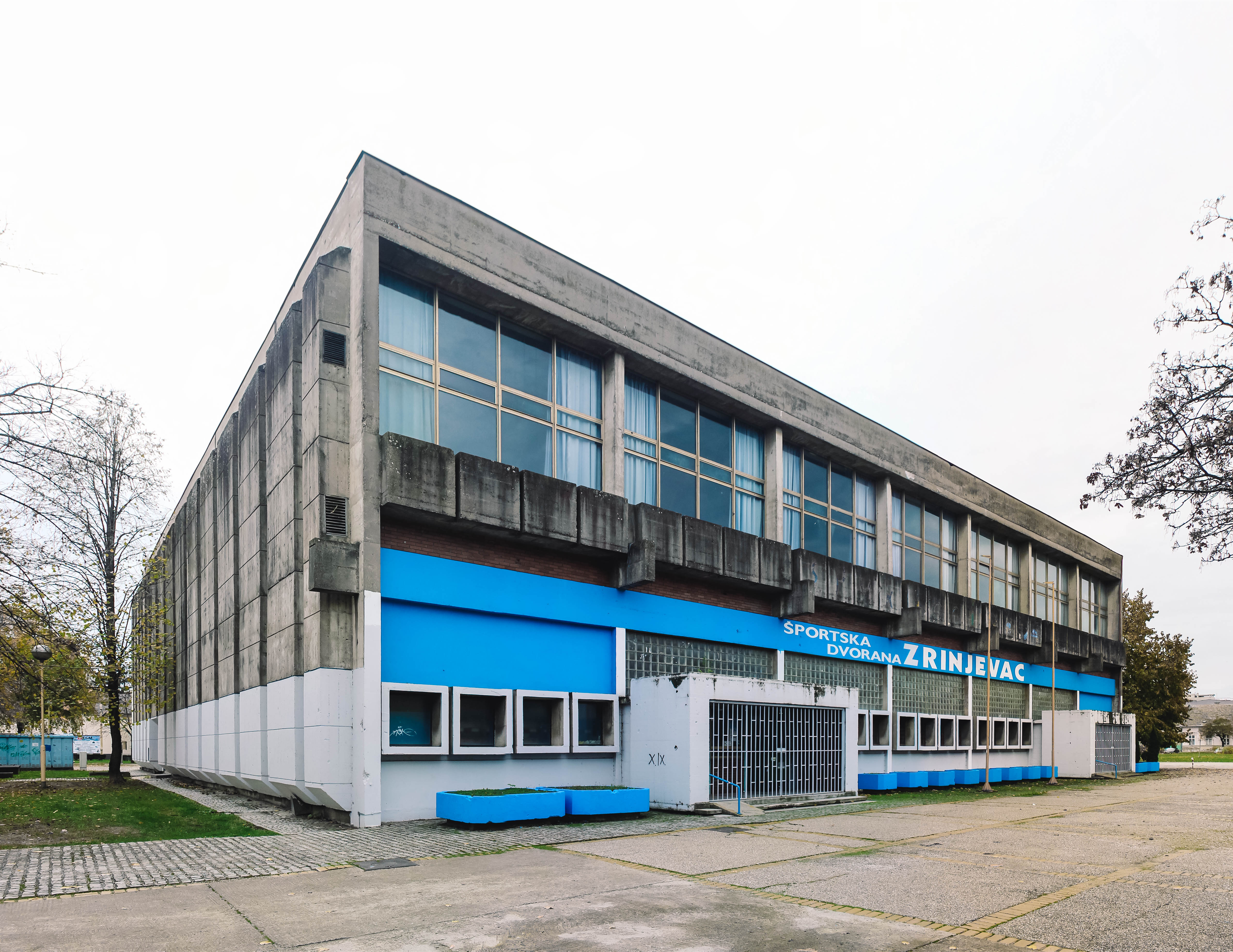
Дворец спорта «Зриньевац»

## Предварительный этап
|  | Прошедшие в плей-офф за 1—4 места |

### Группа 1
| М | Команда  | 1   | 2   | 3   | 4   | И | В | П | С/П | О |
| - | -------- | --- | --- | --- | --- | - | - | - | --- | - |
| 1 | Италия   |     | 3:2 | 3:1 | 3:0 | 3 | 3 | 0 | 9:3 | 6 |
| 2 | Россия   | 2:3 |     | 3:0 | 3:0 | 3 | 2 | 1 | 8:3 | 5 |
| 3 | Беларусь | 1:3 | 0:3 |     | 3:1 | 3 | 1 | 2 | 4:7 | 4 |
| 4 | Венгрия  | 0:3 | 0:3 | 1:3 |     | 3 | 0 | 3 | 1:9 | 3 |

22 апреля
Россия — Венгрия 3:0 (25:20, 25:9, 25:20); Италия — Беларусь 3:1 (25:21, 18:25, 25:22, 25:21).
23 апреля
Италия — Венгрия 3:0 (25:7, 25:17, 28:26); Россия — Беларусь 3:0 (25:16, 25:8, 25:13).
24 апреля
Италия — Россия 3:2 (25:17, 25:21, 21:25, 12:25, 15:10); Беларусь — Венгрия 3:1 (25:20, 21:25, 26:24, 25:11).

### Группа 2
| М | Команда             | 1   | 2   | 3   | 4   | И | В | П | С/П | О |
| - | ------------------- | --- | --- | --- | --- | - | - | - | --- | - |
| 1 | Хорватия            |     | 3:0 | 3:0 | 3:0 | 3 | 3 | 0 | 9:0 | 6 |
| 2 | Сербия и Черногория | 0:3 |     | 3:0 | 3:0 | 3 | 2 | 1 | 6:3 | 5 |
| 3 | Германия            | 0:3 | 0:3 |     | 3:2 | 3 | 1 | 2 | 3:8 | 4 |
| 4 | Польша              | 0:3 | 0:3 | 2:3 |     | 3 | 0 | 3 | 2:9 | 3 |

22 апреля
Сербия и Черногория — Польша 3:0 (25:14, 25:23, 25:14); Хорватия — Германия 3:0 (25:13, 25:16, 25:12).
23 апреля
Германия — Польша 3:2 (19:25, 25:15, 25:17, 19:25, 15:9); Хорватия — Сербия и Черногория 3:0 (25:12, 25:19, 25:16).
24 апреля
Сербия и Черногория — Германия 3:0 (25:23, 25:17, 25:20); Хорватия — Польша 3:0 (25:13, 25:22, 25:13).

## Плей-офф

### Полуфинал за 5—8-е места
26 апреля
Германия — Венгрия 3:0 (25:22, 26:24, 25:15).
Польша — Беларусь 3:1 (28:26, 22:25, 28:26, 25:15).

### Полуфинал за 1—4-е места
26 апреля
Хорватия — Россия 3:1 (25:20, 18:25, 25:20, 28:26).
Италия — Сербия и Черногория 3:0 (25:20, 25:22, 30:28).

### Матч за 7-е место
27 апреля
Венгрия — Беларусь 3:1 (19:25, 25:23, 25:23, 25:19).

### Матч за 5-е место
27 апреля
Германия — Польша 3:0 (25:20, 25:22, 25:20).

### Матч за 3-е место
27 апреля
Сербия и Черногория — Россия 3:1 (25:27, 25:21, 25:17, 25:19).

### Финал
27 апреля
Хорватия — Италия 3:0 (25:13, 25:14, 25:18).

## Итоги

### Положение команд
| Место | Команда             |
| ----- | ------------------- |
| 1     | Хорватия            |
| 2     | Италия              |
| 3     | Сербия и Черногория |
| 4     | Россия              |
| 5     | Германия            |
| 6     | Польша              |
| 7     | Венгрия             |
| 8     | Беларусь            |

Хорватия, Италия, Сербия и Черногория, Россия, Германия, Польша квалифицировались на чемпионат мира среди девушек 2003.

### Призёры
Хорватия. 
  Италия: Серена Ортолани, Илария Гардзаро, Лючия Крисанти, Сандра Витец, Роберта Брусеган, Джулия Декорди, Сизи Рроко, Джулия Пинчерато, Вероника Анджелони, Катя Лураски, Джулия Агостинетто, Марианна Мазони.
  Сербия и Черногория. 

### Индивидуальные призы
- MVP:  Сенна Ушич
- Лучшая нападающая:  Вероника Анджелони
- Лучшая блокирующая:  Илария Гардзаро
- Лучшая связующая:  Диана Решчич
- Лучшая либеро:  Екатерина Кабешова
- Лучшая на подаче:  Мирьяна Джурич
- Лучшая на приёме:  Сенна Ушич